# Jordi
Jordi (стилизировано полностью прописными буквами) — седьмой студийный альбом американской группы Maroon 5, выпущенный 11 июня 2021 года на лейблах 222, Interscope и Polydor Records. В качестве гостей отметились Megan Thee Stallion, Blackbear, Стиви Никс, Bantu, H.E.R., YG и ныне покойные рэперы Juice Wrld и Нипси Хассл. Делюкс-издание альбома включает в себя дополнительные гостевые выступления Ануэля АА, Tainy и Джейсона Деруло.
Альбом назван в честь умершего в 2017 году менеджера группы Джордана Фельдстайна. Он получил смешанные и отрицательные отзывы критиков.

## Об альбоме
В декабре 2017 года менеджер группы и друг детства Левина Джордан Фельдштейн умер от тромбоэмболии лёгочной артерии в возрасте 40 лет. Джордан был старшим братом Джона Хилла и Бини Фелдштейн. Спустя два года группа посвятила ему песню «Memories». Она стала всемирно успешной — это первый сингл, выпущенный из альбома, и он появляется в трек-листе в двух версиях (наряду с оригинальной версией песни, альбом также включает ремикс с участием американских рэперов Нипси Хассла и YG). Альбом был записан в период с 2019 по 2021 год (до и во время пандемии COVID-19).
В марте 2021 года группа объявила о выходе альбома, он стал доступен для предзаказа 29 апреля 2021 года. Трек-лист делюксового издания был объявлен 24 мая 2021 года.

## Синглы
Альбом продвигается пятью синглами. Первый сингл «Memories» был выпущен 20 сентября 2019 года. Песня заняла 22 место в Billboard Hot 100, позже поднявшись на 2-е место и став десятым синглом группы в топ-5, а также их пятнадцатым в топ-10. Второй сингл «Nobody's Love» был выпущен 24 июля 2020 года. Песня была вдохновлена пандемией COVID-19 и протестами после убийства Джорджа Флойда. Она достигла 41 и 119 места в американских Billboard Hot 100 и Billboard Global 200, соответственно.
Третий сингл «Beautiful Mistakes» в сотрудничестве с американской рэпершей Megan Thee Stallion, был выпущен 3 марта 2021 года вместе с лирическим видео, выпущенным в тот же день. 11 марта 2021 года было выпущено официальное музыкальное видео, снятое Софи Мюллер. Песня заняла 13 и 26 места в американских чартах Billboard Hot 100 и Global 200, соответственно. Четвёртый сингл «Lost» был выпущен вместе с альбомом 11 июня 2021 года наряду с официальным музыкальным видео. Пятый сингл «Lovesick» был отправлен на итальянское радио 7 января 2022 года.
Музыкант Bantu выпустил ремикс-версию песни «One Light» из альбома 5 августа 2022 года совместно с группой и артистами Yung Bleu и Latto.

## Отзывы критиков
| Совокупная оценка | Совокупная оценка |
| Источник          | Оценка            |
| ----------------- | ----------------- |
| AnyDecentMusic?   | 3.6/10            |
| Metacritic        | 48/100            |
| Оценки критиков   |                   |
| Источник          | Оценка            |
| The Arts Desk     | [ 22 ]            |
| Clash             | [ 23 ]            |
| Evening Standard  | [ 24 ]            |
| The Guardian      | [ 25 ]            |
| i                 | [ 26 ]            |
| The Independent   | [ 27 ]            |
| NME               | [ 28 ]            |
| Pitchfork         | 4.7/10            |
| Rolling Stone     | [ 30 ]            |
| Sputnikmusic      | [ 31 ]            |

Jordi получил смешанные и отрицательные отзывы критиков. На сайте Metacritic, который присваивает нормализованный рейтинг из 100 баллов рецензиям основных критиков, альбом получил средний балл 48 из 100 на основе 9 рецензий. Это самая низкая оценка из всех 381 альбомов, перечисленных на Metacritic, начиная с 2021 года.
В своей статье для NME Эль Хант сообщила, что вместе с Jordi, Maroon 5 были «более заметными, а иногда и уязвимыми», описывая две версии «Memories» как «острые поп-песни, содержащие и суть, и душу». Говоря о сотрудничестве, Хант подробно рассказала, что вклад Стиви Никс в «Remedy» звучит как «испорченный Siri, поющий кантри-вестерн», и охарактеризовала сотрудничество Левина и Джейсона Деруло «Lifestyle» как «глупое» и «слегка преувеличенное». Она отметила, что добавление Juice Wrld к «Can’t Leave You Alone» «не имеет смысла», и что его куплет «вклинивается в середину ничем не примечательной песни о расставании».
В отрицательном обзоре Кейт Соломон из i описала песни в альбоме как «банальные» и «ориентированные на рекламу», охарактеризовав их как «общие, но гипнотические мелодии по сравнению с обычными, но танцевальными битами». В то время как Соломон подчеркнула включение H.E.R. и Megan Thee Stallion, она описала посмертные появления Нипси Хассла и Juice Wrld как «незабываемые». Далее Соломон заметила, что альбом «идеально создан, чтобы угодить толпе, проникнуть в ваше сознание, а вы на самом деле этого не осознаёте [sic]». В аналогичном обзоре The Guardian Алексис Петридис описал альбом как «множество заезженных поп-тропов 21-го века — звуки тропического хауса, плавучие синтезаторы пост-Tame Impala — но ничего нового в музыке или текстах». Он сравнил Maroon 5 с чистым холстом, заявив, что группа «полагалась на приглашённых артистов, чтобы придать индивидуальность, а авторов песен и продюсеров — на товары». Он особо выделил вклады Bantu и Thee Stallion, охарактеризовав их как «зажигательные» и «неожиданные» соответственно, но продолжил описывать остальную часть альбома как «смешанную сумку» и отметил, что песни кажутся «слишком рассчитанными для их же блага».

## Коммерческое достижение
В Соединённых Штатах Jordi дебютировал на восьмом месте в Billboard 200 с продажами за первую неделю 37 000 эквивалентных единиц, которые состояли из 15 000 чистых продаж альбома, что стало самым низким показателем продаж альбомов группы за первую неделю. Несмотря на это, альбом стал седьмым попаданием группы в первую десятку чартов с момента выхода их дебютного альбома Songs About Jane. По состоянию на 22 июня 2021 года альбом получил золотой сертификат от Ассоциации звукозаписывающей индустрии Америки (RIAA) за продажи 500 000 единиц в одной только стране.

## Список композиций
| №                   | Название                                               | Автор(ы) | Продюсер(ы)                                                                                | Длительность |
| ------------------- | ------------------------------------------------------ | --- | ------------------------------------------------------------------------------------------ | ------------ |
| 1.                  | «Beautiful Mistakes» (при участии Megan Thee Stallion) | Адам Левин Меган Пит Джейкоб Хиндлин Джозеф Киркланд Мэтью Мусто                                                 | Эндрю Голдштейн Blackbear Ноа "Mailbox" Пассовой [v]                                       | 3:47         |
| 2.                  | «Lost»                                                 | Левин Хиндлин Майкл Поллак Джонатан Беллион Александер Эскердо Стефан Джонсон Джордан К. Джонсон                 | The Monsters & Strangerz [m] Джиан Стоун [v] Пассовой [v]                                  | 2:52         |
| 3.                  | «Echo» (при участии Blackbear)                         | Левин Мусто Поллак Джейк Торри Сэм Роман Генри Уолтер Поллак                                                     | Cirkut Поллак [a] Голдштейн [v] Пассовой [v]                                               | 2:58         |
| 4.                  | «Lovesick»                                             | Левин Хиндлин Джон Саддат Голдштейн Гэйб Симон                                                                   | Микки Экко Голдштейн [m] Гэйб Симон Пассовой [v]                                           | 3:05         |
| 5.                  | «Remedy» (при участии Стиви Никс)                      | Левин Бриттани Талия Хаззард Мэттью Самуэльс Джахан Свит Милос Ангелов Джон Деболд                               | Boi-1da Яхан Свит Дон Миллс Джон Деболд [m] Стоун [v] Пассовой [v] Стиви Никс [v]          | 2:29         |
| 6.                  | «Seasons»                                              | Левин Тайри Хоукинс Тишейн Томпсон Киган Бач Блэйк Слаткин Джорджио Лигеон Натан Баттс                           | Beam KBeaZy Блэйк Слаткин Dutchboi Натан Баттс Пассовой [v]                                | 2:48         |
| 7.                  | «One Light» (при участии Bantu)                        | Левин Тинаше Сибанда Филип Кембо Хиндлин Ant Clemons Кирстен Урбас Уолтер Камерон Брейтхаупт Майлз Брейнхаупт    | Cirkut Пассовой [a] [v] Камерон Брайт [c] Father Moth [c] Bantu                            | 3:34         |
| 8.                  | «Convince Me Otherwise» (с H.E.R)                      | Левин Габриэла Уилсон Хиндлин Джерри Эдуард Уолтер Леннон Клозер                                                 | Cirkut Kid Bloom Пассовой [a] [v]                                                          | 3:07         |
| 9.                  | «Nobody's Love»                                        | Левин Хиндлин Поллак Ниджа Чарльз Карин Ломакс Розина Расселл С. Джонсон Дж. Джонсон Райан Оргрен Брендон Хамлин | The Monsters and the Strangerz [m] Ryan OG [a] German [a] B Ham [a] Стоун [v] Пассовой [v] | 3:31         |
| 10.                 | «Can't Leave You Alone» (при участии Juice Wrld)       | Левин Джаред Хиггинс Хиндлин Эндрю Уотман Луи Белл                                                               | Луи Белл [m] Эндрю Уотт Пассовой [v]                                                       | 3:16         |
| 11.                 | «Memories»                                             | Левин Хиндлин Беллион Поллак С Джонсон Дж. Джонсон Винсент Форд                                                  | Левин The Monsters and the Strangerz [m] Стоун [v] Пассовой [v]                            | 3:09         |
| 12.                 | «Memories» (ремикс, при участии Нипси Хассла и YG)     | Левин Эрмиас Асхедом Кинон Джексон Хиндлин Беллион Поллак С. Джонсон Дж. Джонсон Форд                            | Левин The Monsters & Strangerz [m] Стоун [v] Пассовой [v]                                  | 3:09         |
| Общая длительность: | Общая длительность:                                    | Общая длительность:                                                                                              | Общая длительность:                                                                        | 37:45        |

| №                   | Название                                              | Автор(ы) | Продюсер(ы)         | Длительность |
| ------------------- | ----------------------------------------------------- | --- | ------------------- | ------------ |
| 13.                 | «Button» (при участии Ануэля АА и Tainy)              | Левин Эммануэль Газми Сантьяго Марко Масис Хиндлин Беллион Поллак Алехандро Борреро Иванни Родригес Джонни Симпсон Рикардо Лопес | Tainy               | 2:44         |
| 14.                 | «Lifestyle» (Джейсон Деруло при участии Адама Левина) | Деруло Левин Хиндлин Эми Аллен Пабло Боуман Кейси Смит Натали Саломон Кевин Уайт Майкл Вудс                                      | Rice N' Peas        | 2:33         |
| Общая длительность: | Общая длительность:                                   | Общая длительность: | Общая длительность: | 43:02        |

## Участники записи
Сведения взяты из Tidal.
Maroon 5
- Адам Левин — вокал (все треки), гитара (9)
- Джесси Кармайкл — гитара (5, 7-12), клавишные (7, 11, 12)
- Джеймс Валентайн — гитара (1, 2, 4, 5, 7-12)
- Мэтт Флинн[англ.] — ударные, перкуссия (5, 8, 10-12)
- Пи Джей Мортон — клавишные (5-12), орган (4)
- Сэм Фаррар[англ.] — бас-гитара (5-7), клавишные (11-12), дополнительные вокалы (5, 7)

Дополнительные музыканты
- Мэтью Мусто — клавишные, программирование (1)
- Эндрю Голдштейн[англ.] — гитара, клавишные (1, 4); программирование (1)
- Джон Беллион[англ.] — бэк-вокал (2)
- Майкл Поллак — бэк-вокал (2, 9, 11, 12), клавишные (11, 12)
- The Monsters & Strangerz[англ.] — программирование (2, 11)
- Cirkut — программирование, синтезатор (3); программирование ударных (8)
- Гейб Саймон[англ.] — 5-струнное банджо[англ.], бэк-вокал, гитара, клавишные, свисток (4)
- Микки Экко — бэк-вокал, гитара, клавишные (4)
- Джон Деболд — дополнительные клавишные, программирование ударных, гитара, программирование синтезатора (5)
- Ноа «Mailbox» Пассавой — дополнительные вокалы (5), клавишные (5, 10), перкуссия (5, 8)
- Блейк Слаткин — дополнительные вокалы, бас-гитара, ударные, гитара, программирование (6)
- KBeazy — ударные, клавишные (6)
- Kid Bloom — дополнительные вокалы (8)
- Джесси Перлман — гитара (8)
- Ниджа Чарльз[англ.] — бэк-вокал (9)
- Пьер-Люк Риу — гитара (9)
- Микки Мэдден — бас-гитара (10-12)
- Эндрю Уотт[англ.] — бас-гитара, ударные, гитара, перкуссия (10)
- Луи Белл — ударные, клавишные, перкуссия, программирование (10)

Технический персонал
- Рэнди Меррилл — мастеринг-инженер (1-12, 14)
- Сербан Генеа — сведение, звукорежиссёр (1-12, 14)
- Ноа «Mailbox» Пассовой — звукооператор[англ.] (1-10, 14), звукорежиссёр (11, 12), вокальный инженер (14)
- Джон ДеБолд — звукорежиссёр (5)
- Джон Хейнс — звукорежиссёр (2-12)
- Шон «Source» Джарретт — вокальный инженер (1)
- Карен Джонсон — вокальный инженер (5)
- Бен Хогарт — вокальный инженер (14)
- Сэм Шамберг — помощник звукооператора (1-10, 14)
- Эшли Джейкобсон — помощник звукооператора (2)
- Эрик Айлендс — помощник звукооператора (2, 5, 8)
- Бо Боднар — помощник звукооператора (11, 12)

## Чарты

### Еженедельные чарты
| Чарт (2021)                       | Высшая позиция |
| --------------------------------- | -------------- |
| Австралия (ARIA)                  | 11             |
| Австрия (Ö3 Austria)              | 33             |
| Бельгия/Фландрия (Ultratop)       | 31             |
| Бельгия/Валлония (Ultratop)       | 16             |
| Канада (Canadian Albums Chart)    | 8              |
| Дания (Hitlisten)                 | 18             |
| Нидерланды (Album Top 100)        | 25             |
| Франция (SNEP)                    | 25             |
| Германия (Offizielle Top 100)     | 39             |
| Венгрия (MAHASZ)                  | 33             |
| Ирландия (Irish Albums Chart)     | 35             |
| Италия (Classifica album)         | 40             |
| Япония (Billboard Japan)          | 12             |
| Япония (Oricon)                   | 25             |
| Литва (AGATA)                     | 34             |
| Новая Зеландия (RMNZ)             | 18             |
| Норвегия (VG-lista)               | 12             |
| Португалия (AFP)                  | 44             |
| Шотландия (Scottish Albums Chart) | 46             |
| Испания (PROMUSICAE)              | 11             |
| Швейцария (Schweizer Hitparade)   | 10             |
| Великобритания (UK Albums Chart)  | 19             |
| США (Billboard 200)               | 8              |

| Чарт (2021)         | Позиция |
| ------------------- | ------- |
| США (Billboard 200) | 180     |

## Сертификации
| Регион | Сертификация | Продажи |
| --- | ------------ | ------- |
| Дания (IFPI Danmark) | Золотой      | 10 000  |
| Франция (SNEP) | Золотой      | 50 000  |
| Италия (FIMI) | Золотой      | 25 000  |
| Польша (ZPAV) | Золотой      | 10 000  |
| Сингапур (RIAS) | Платиновый   | 10 000* |
| США (RIAA) | Золотой      | 500 000 |
| * Данные о продажах приведены только на основе сертификации. · Данные о продажах + прослушиваниях приведены только на основе сертификации. |              |         |

## История релиза
| Регион         | Дата            | Формат                       | Лейбл        | Каталожный номер       | Источник |
| -------------- | --------------- | ---------------------------- | ------------ | ---------------------- | -------- |
| Различные      | 11 июня 2021    | Цифровое скачивание стриминг | Стандартное  | 222 Interscope         | [ 65 ]   |
| Австралия      | 11 июня 2021    | CD                           | Стандартное  | Interscope             | [ 66 ]   |
| Новая Зеландия | 11 июня 2021    | CD                           | Стандартное  | Interscope             | [ 67 ]   |
| Различные      | 17 декабря 2021 | Vinyl                        | Ограниченное | 222 Interscope Polydor | [ 68 ]   |